# Meximieux
Meximieux (pronunciación en francés: /mɛksimjø/ (escucharⓘ)) es una comuna francesa situada en el departamento de Ain, en la región de Auvernia-Ródano-Alpes. Es el bureau centralisateur y mayor población del cantón de su nombre.

## Geografía
Su aglomeración urbana incluye también Pérouges y Bourg-Saint-Christophe.

## Demografía
| 2 044 | 2 132 | 2 392 | 2 669 | 3 457 | 4 253 | 6 230 | 6 840 | 7 217 | 7 424 | 7 848 |
| Para los censos de 1962 a 1999 la población legal corresponde a la población sin duplicidades (Fuente: INSEE [Consultar]) |       |       |       |       |       |       |       |       |       |       |